# 长老会各各他堂 (旧金山)
长老会各各他堂（Calvary Presbyterian Church）位于美国加州旧金山Fillmore街2501--2515号，是一座历史建筑、长老会教堂。
该堂创建于1854年，目前的教堂建于1901年，1978年5月3日列入国家史迹名录。